# Arcidiecéze montréalská
Arcidiecéze montréalská (latinsky Archidioecesis Marianopolitanus) je římskokatolická arcidiecéze na území kanadské provincie Québec se sídlem v Ottawě. Biskupství vzniklo v roce 1836a roku 1886 bylo povýšeno na arcibiskupství. Současným montréalským arcibiskupem je Christian Lépine.